# Kiffa
Kiffa (arabisch كيفة, DMG Kīfa) ist die Hauptstadt der Verwaltungsregion Assaba und Hauptstadt des Départements Kiffa im Süden Mauretaniens.
Der Wüstenort am Nordrand der Sahelzone besitzt einen Flugplatz (IATA-Code: KFA) mit einer 1600 Meter langen Piste.

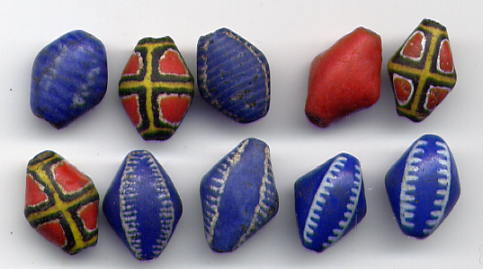
Kiffa beads

Für Touristen interessant sind die Moschee und der Markt mit Kunsthandwerk, vor allem die mehrfarbigen Glasperlen aus Glaspulver (Kiffa beads). Die Farbmuster werden als Mischung von Glaspulver und Gummi arabicum aufgetragen und über dem Feuer eingebrannt.

## Bevölkerung
Die Bevölkerungszahl der Gemeinde hat in den Jahren von 2000 bis 2023 von 32.716 auf 84.101 Einwohner zugenommen. Der Hauptort selbst hat 71.680 Einwohner (2023) und ist damit die drittgrößte urbane Siedlung des Landes.